# Giovanni Visconti

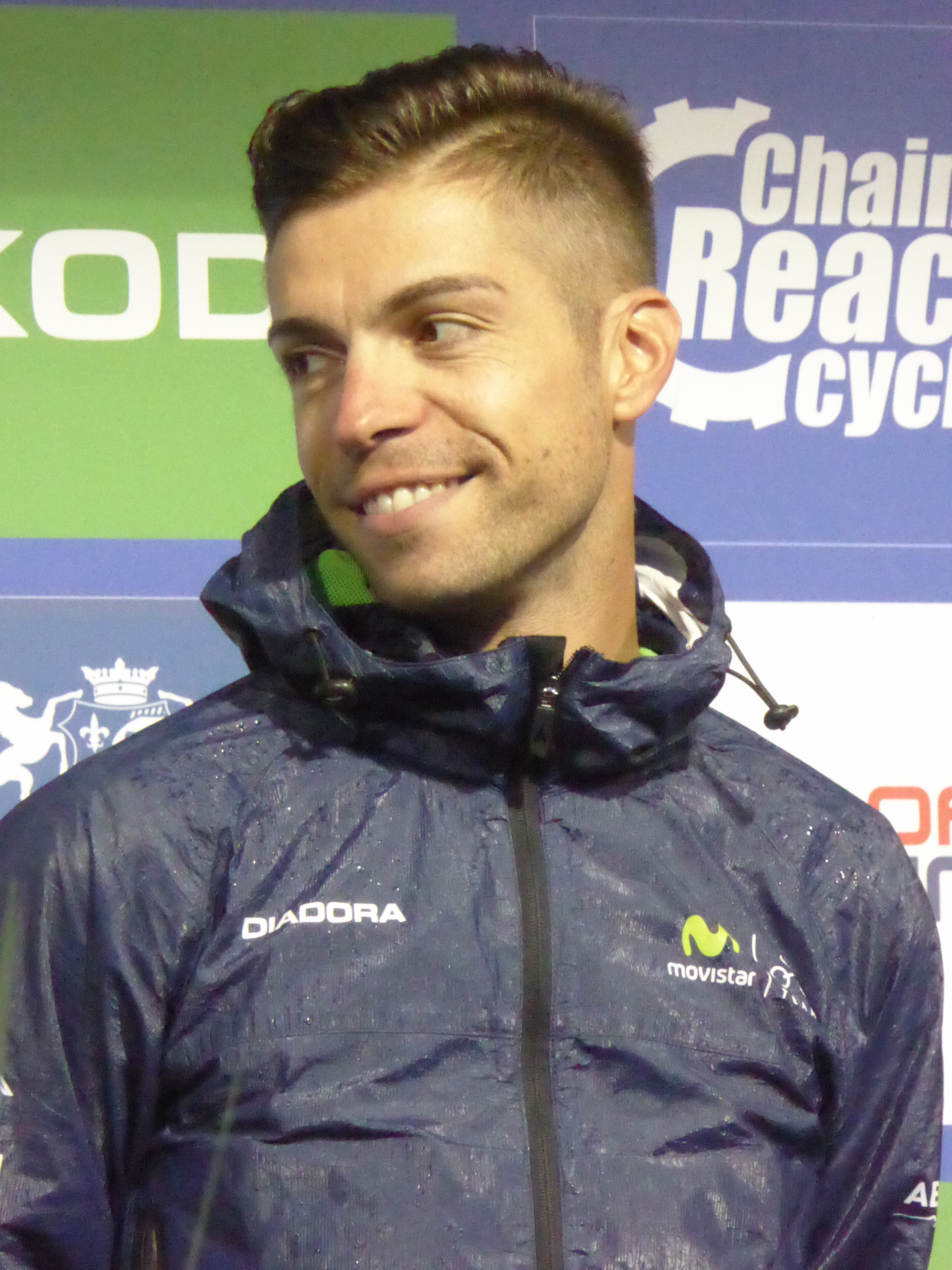
Giovanni Visconti

Giovanni Visconti (13 de janeiro de 1983, Torino) é um ciclista profissional italiano.